# 水島丸
水島丸（みずしままる）は、鉄道院（後の鉄道省を経て日本国有鉄道）宇高航路に在籍した客船。
船名の「水島」は、岡山県の地名（現倉敷市水島）に由来する。

## 概要
「水島丸」は、宇高航路の輸送需要が「児島丸」型の2隻ではさばききれなくなったことから建造された船で、「児島丸」型に似た外観を有し、若干大型化している。
前部最上甲板に一等客室、上甲板と下層甲板窓際に二等客室、後部上甲板と下層甲板に三等客室を有した。一等客室は1919年（大正8年）に廃止され、以後は特別室とされた。「山陽丸」型の就航後、それらとの定員や手荷物輸送能力の差を是正するため1923年（大正12年）から1925年（大正14年）にかけて3度の改装が行われた。
この改装で、遊歩甲板前部にベランダと二等客室、後部に三等客室が追加された。また、運搬車7両を格納可能となり、1930年（昭和5年）には積載数が22両に、1935年（昭和10年）には26両に拡大された。
旅客定員は以下のように変わっている。
| 年                 | 一等客室 | 二等客室 | 三等客室 |
| ------------------ | -------- | -------- | -------- |
| 1917年（大正6年）  | 10名     | 69名     | 414名    |
| 1919年（大正8年）  |          | 79名     | 414名    |
| 1924年（大正13年） |          | 128名    | 669名    |
| 1932年（昭和7年）  |          | 68名     | 816名    |
| 1934年（昭和9年）  |          | 68名     | 776名    |
| 1935年（昭和10年） |          | 68名     | 816名    |
| 1936年（昭和11年） |          | 71名     | 799名    |

## 船歴
「水島丸」は大阪鉄工所で建造され、1917年（大正6年）3月に進水。同年5月11日に竣工し、5月15日に就航した。
1935年（昭和10年）2月23日、「虎丸」と接触。1936年（昭和11年）2月1日、加茂の瀬戸付近で底触。1937年（昭和12年）3月22日、「第二寿丸」と衝突。
1942年（昭和17年）2月23日、高松港口付近で「大里丸」（19トン）と衝突。同年3月5日、荒神島北東端の約700m沖で擱座。8月3日、高松港口の北北西約1000mで「松風丸」と衝突。1943年（昭和18年）4月6日、直島水道南口で座礁。
同年10月、東畑・浜田・温泉津・波根間で臨時運行される。
11月25日、直島水道北部で「三徳丸」（20トン）と衝突し、「三徳丸」は沈没した。1944年（昭和19年）2月11日、獅子渡鼻付近で「勢吉丸」と接触。
1945年（昭和20年）7月24日、米軍機の銃撃を受けて死者3名を出した。
戦後はGHQの日本商船管理局（en:Shipping Control Authority for the Japanese Merchant Marine, SCAJAP）によりSCAJAP-M067の管理番号が付与された。
1946年（昭和21年）6月30日から7月25日まで、仁方・堀江間航路で運航される。
1947年（昭和22年）8月20日、仁方・堀江間航路に転属。
1953年（昭和28年）3月9日、瀬戸内海連絡急行汽船に売却され、主機をディーゼル機関に変更する改装を受ける。
1955年（昭和30年）、船体延長工事を受け、くにさき丸に改名。
1972年（昭和47年）、日本で解体された。